# Хадра вазе
Хадра вазе представљају групу хеленистичких керамичких посуда са светлом основом, које су име добиле по некрополи у Александрији, месту где су откривене. Датују се у период између 259. и 212. године п. н. е. Будући да су у доба хеленизма металне посуде била не великој цени, керамичари подражавају металне посуде како у облицима тако и у начинима украшавања. 
Хадра вазе имају порекло у народној уметности. Сликани орнамент је рамену посуде. Представљени су музички инструменти, биљке или животиње, као и наги Ероти или Ника између троножаца.